# Händel Vilmos
Händel Vilmos (Händel Vilmos Pál, Szepesváralja, 1837. február 2. – Selmecbánya, 1925. december 26.) evangélikus lelkész, tanár, egyházi író.

## Élete
Már  ötéves  korában (atyja halálával) árvaságra jutott; a két grammatikai osztályt szülőföldjén járta és a szintaxis I. osztályát 1848–49-ben ugyanott magánúton végezte. Azután Nyíregyházán és Miskolcon folytatta tanulását, a VII. és VIII. osztályt pedig Eperjesen végezte. Vandrák András határozott jövő életiránya fölött és a teológiai tanfolyamot is ugyanott hallgatta. A hitjelölti vizsga után nevelő volt Lánczy Jakab házánál F.-Láncon. Innét külföldre utazott és két félévet (1859–60.) töltött a jenai egyetemen, különösen Hase Károly és Fischer Kuno előadásait hallgatva 1860-ban a hallei egyetemre ment, hol Erdmann kötötte le figyelmét. 1861-ben hosszabb útra kelt és a berlini, bonni, göttingai, heidelbergi, bázeli, zürichi és müncheni egyetemeket látogatta. Máday püspök meghivására ugyanazon év augusztus végén kápláni állását Miskolcon elfoglalta. 1862 februárjában a selmecbányai német-magyar egyház választotta meg rendes lelkészének és új hivatalát április 2-án kezdette meg; egyszersmind tanár volt az ottani líceumban, valamint esperes és egyházkerületi főjegyző.
Programmértekezése a selmecbányai ágostai evangélikus líceum Értesítőjében (1881. A selmeczi ev. kerül. lyceummal kapcsolatosan felállítandó tanítóképzőnek tervezete). Cikkei a pozsonyi Evangélikus Egyház és Iskolában (1883-84. A nagyhonti egyházmegye községeinek rövid története kapcsolatosan a megejtett püspöki látogatással, feltüntetve az akkori állapotra vonatkozó statistikai adatokat). Egyházi beszédei megjelentek a Margócsy József Protestáns Egyházi Tárában.

## Művei
- A keresztyén egyház története. A középiskolák felső osztályai s tanítóképzők számára. Selmecz, 1877. (Ism. Prot. Egyh. és Isk. Lap 1878.)
- Emléklapok kegyelete jeléül kiadta a bányai ág. hitv. ev. egyházkerület néhai dr. Szeberényi Gusztáv szeretett püspökének emlékére. Bpest, 1890.
- A gyermek imái. Selmeczbánya, 1890.
- Az ág. hitv. ev. bányakerület püspökavató örömünnepének emléklapjai. Közzéteszi az 1890. decz. 17. Budapesten megtartott rendkívüli közgyűlés megbizásából. Bpest. 1891.
- Verfassung der ev. christlichen Kirche augsb. Confession in Ungarn. Bpest, 1893.